# Tetramorium naganum
Tetramorium naganum  (лат.) — вид мелких муравьёв рода Tetramorium из подсемейства Myrmicinae. Мадагаскар.

## Описание
Мелкие мирмициновые муравьи (длина около 3 мм), коричневого цвета. От близких видов отличается тонким узелком петиоля, длинными шипиками заднегрудки и длинными отстоящими волосками на петиоле.
Усики с булавой из 3 сегментов, скапус короткий. Стебелёк между грудкой и брюшком состоит из двух члеников: петиолюса и постпетиолюса (последний четко отделен от брюшка), жало развито. Головной индекс рабочих (CI, соотношение ширины головы к длине × 100): 94—99. Длина головы рабочих 0,57—0,72 мм, длина скапуса 0,39—0,51 мм, ширина головы 0,59—0,73 мм. Индекс скапуса рабочих (SI, соотношение длины скапуса к ширине головы × 100): 68—77. Петиолюс, постпетиолюс и брюшко гладкие и блестящие.
Вид T. naganum был впервые описан в 1979 году английским мирмекологом Барри Болтоном (British Museum Natural History, Лондон), а его валидный статус подтверждён в 2014 году американскими мирмекологами Франциско Хита-Гарсиа (Francisco Hita Garcia) и Брайаном Фишером (Brian L. Fisher; Entomology, California Academy of Sciences, Сан-Франциско, Калифорния, США) вместе с таксоном T. plesiarum, T. cognatum и T. proximum. Таксон Tetramorium naganum включён в состав видовой группы T. naganum species group рода Tetramorium (вместе с T. dalek, T. alperti, T. gilgamesh и T. enkidu). Сходен с видами T. dalek, T. alperti, T. gilgamesh, T. enkidu.